# Трунов, Георгий Васильевич
Гео́ргий (Григо́рий) Васи́льевич Труно́в (4 апреля 1854 — 13 (26) декабря 1906) — российский фотограф-портретист конца XIX — начала XX века, владелец фотоателье в Москве, придворный фотограф. Член РФО с 1894 года.

## Биография
Родился 4 апреля 1854 года. Происходил из мещан города Ростова-на-Дону. Открытие и деятельность фотографических заведений в Российской империи регулировались «Временными правилами о цензуре и печати». Канцелярии генерал-губернаторов и начальников губерний должны были удостоверяться в благонадежности просителя и обеспечивать возможность полицейского надзора за работой ателье, что способствовало размещению фотографий на центральных улицах. При смене владельца или адреса заведения требовалось получение нового свидетельства.
В августе 1880 года Г. В. Трунов подал прошение об открытии фотографического заведения в Москве. Как следует из рапорта жандармского управления от 18 августа 1880 года, Трунов ранее служил в фотографии Конарского, не обладал значительными материальными средствами и открывал своё дело «на чужие деньги, в виду своей женитьбы». После проверки 1 сентября 1880 года ему было выдано свидетельство № 1695 на право содержания фотографического заведения.
Первое ателье Трунова расположилось в Москве, в Тверской части, 2-м квартале, в доме Арманд (угол Воздвиженки и Арбатской площади). С этого же года он стал официальным фотографом Общества спасения на водах Московского округа. С ноября 1882 года его заведение рекламировалось как «Большая Московская фотография» и работало ежедневно с 9 утра до 5 вечера.
С 1881 года в «послужном списке» и на фирменных бланках фотографа указывалось, что он состоит «под высочайшим покровительством Её Величества Государыни Императрицы Марии Фёдоровны» (супруги императора Александра III). Царская семья проявляла интерес к фотографии, и право изображать государственный герб на снимках считалось высокой наградой. После кончины императора Александра III в 1894 году упоминание о покровительстве императрицы с бланков исчезло.
В 1883 году удостоился благодарности «Его Императорского Величества за фотографию» и подарка от великого князя Павла Александровича «за фотографию». Это позволило ему размещать на своих фотографических бланках государственный герб и использовать звание «придворного фотографа». На обороте карточек того периода перечислялись многочисленные регалии: «Придворный фотограф Его Величества Шаха Персидского, Его Величества Короля Сербского, Его Высочества Эрцгерцога Австрийского, Его Высочества Князя Черногорского и Его Высочества Наследного принца Швеции и Норвегии».
6 сентября 1884 года получил свидетельство № 2199 и в ноябре того же года открыл второе фотоателье в Москве, в Тверской части (3-й участок), на улице Петровке, в доме Соколова, над шляпным магазином Варфоломея Ивановича Вандрага. Некоторое время владел обеими мастерскими, но ателье на Петровке стало основным, а в доме Арманд работало как «отделение фотографии». В 1884 году фотографическое заведение в доме Арманд (у Арбатских ворот) приобрёл литовский гражданин Эдуард Семёнович Левенштейн. 2 июня 1885 года Трунов объявил в газете «Московский листок», что «Отделение фотографии, бывшее у Арбатских ворот, переведено на Петровку», где хранятся все негативы, и просил заказчиков обращаться по новому адресу. 1 сентября 1885 года он опубликовал новое сообщение, уточняя, что «с фотографией, что была на Арбатской площади, ничего общего не имею», и извещал о возобновлении работы на Петровке после летних перестроек.
Ателье Трунова на Петровке проработало около двадцати лет, последовательно меняя адреса на бланках в связи со сменой владельцев дома: до 1891 года — дом Соколова; с 1892 года — дом В. И. Фирсановой (на обороте бланков указывалось: «Дом Фирсановой, над магазином Вандраг»); с 1893 года, после замужества владелицы за А. Н. Ганецким (встречается написание Гонецкий) — дом Ганецкой (на бланках: «Дом Ганецкой, бывш. Фирсановой, над магазином Вандраг»). В доме Фирсановой/Ганецкой ателье работало до 1903 года.
Во время коронационных торжеств 1896 года ателье Трунова пользовалось исключительной популярностью. Как сообщал «Московский листок», у его фотографии на Петровке собирались толпы, чтобы увидеть царских гостей. Среди его клиентов в те дни были принц Людвиг Баварский, великий герцог Фридрих Баденский, князь Фердинанд Болгарский, герцог и герцогиня Коннаутские, великие герцог и герцогиня Гессенские, наследный принц Датский, принц Неаполитанский, китайский посол Ли Хунчжан, хан Хивинский, эмир Бухарский, князь Николай Черногорский с наследником Даниилом, наследный принц Швеции и Норвегии Густав, принцы Сиамский и Японский, представители посольств Греции, Кореи, Персии, Португалии, Турции и других стран.
В 1897 году, по сообщению «Московского листка», Трунов получил дипломы на право именоваться придворным поставщиком от японского принца Саданару Фусими, князя Фердинанда Болгарского, королевы Нидерландов Вильгельмины и короля Сиама Чулалонгкорна. Также он был награждён орденом Черногорского князя Даниила 4-й степени, сербским орденом Святого Саввы 4-й степени и получил перстень с рубинами и бриллиантами от персидского посольства.
С 1904 года ателье располагалось на Тверской улице, в доме Лямина, рядом с домом генерал-губернатора. В 1905 году, на время ремонта в доме Лямина, ателье кратковременно переезжало в дом Лианозова на той же улице. В 1906 году фотоателье вернулось в дом Лямина на Тверской и работало там до 1911 года. С 1907 года, после смерти Георгия Васильевича от рака поджелудочной железы, ателье возглавлял его сын, Георгий Георгиевич Трунов.
С 1911 года фотография Трунова находилась по адресу: Столешников переулок, дом 8 (дом Васильева). Здесь фотографическое заведение под фирмой «Г. В. Трунов» просуществовало до революции 1917 года. В 1924 году по этому адресу размещалась фотография ВЦИК (по другим данным, фотография «Бывш. Трунова» принадлежала Ш. А. Шворину).
В 1894 году Трунов стал одним из первых членов Русского Фотографического Общества (РФО) в Москве. Также был действительным членом Фотографического отдела ОРТЗ (1887—1888) и ОРТЗ (1892—1897).
Среди клиентов Трунова были представители творческой интеллигенции: актёры, писатели (в частности, в октябре 1894 года у него снялся А. П. Чехов). Т. Л. Щепкина-Куперник вспоминала, как она, Л. Б. Яворская и Чехов, привезённые в ателье редактором журнала «Артист» Ф. А. Куманиным, фотографировались вместе и порознь; совместный снимок, на котором Чехов «сделал каменное лицо», а дамы смеялись, сам писатель окрестил «Искушение св. Антония». 7 июля 1890 года Трунов фотографировал П. И. Чайковского. Он также выполнял съёмку театральных спектаклей и групп студентов-выпускников.

## Семья
- Жена (с 1882 года) — Олимпиада Егоровна Соболева (11 июня 1859 — после 1917)[4].
- Дети (в браке)[4]:

```
   *   Николай Георгиевич (май 1883 — 1 мая 1884)
   *   Вера Георгиевна (род. 22 сентября 1884)
```

- Дети (вне брака)[4]:

```
   *   Георгий Георгиевич (21 мая 1888 — 27 октября 1915). 
Работал в ателье отца после его смерти с 1907 года. Дата смерти из источника РРФ
[
4
]
.

   *   Сергей Георгиевич (2 июля 1895 — 8 марта 1904)
   *   Елизавета Георгиевна (19 октября 1898 — после 1918)
```

## Публикации
Фотографии Г. В. Трунова опубликованы в:
- Коронационный альбом: «Moskau. Krönung. 1896». Венчание на царство Николая II. Май 1896 года[14].
- Альманах «Шахматные вечера» (М., 1901) — групповой снимок участников Второго Всероссийского шахматного турнира[3].

## Наследие
Сохранилось значительное количество фотографий, выполненных Г. В. Труновым. Его работы хранятся в фондах Государственного исторического музея, Владимиро-Суздальского музея-заповедника, Музея Российской Фотографии (г. Коломна), Центрального архива аудиовизуальных документов Москвы и других собраниях.